# Jerrod Mustaf
Terrah Jerrod Mustaf (Whiteville, 28 ottobre 1969 – Mint Hill, 28 ottobre 2024) è stato un cestista statunitense, professionista nella NBA e in Europa.

## Biografia
Fu selezionato dai New York Knicks al primo giro del Draft NBA 1990 (17ª scelta assoluta).
Mustaf è morto nel giorno del suo cinquantacinquesimo compleanno nel 2024 .

## Palmarès

### Squadra
- Campionato spagnolo: 1

Barcellona: 1996-97
- Coppa di Grecia: 1

PAOK Salonicco: 1994-95
- Coppa di Polonia: 2

Prokom Sopot: 2000, 2001

### Individuale
- McDonald's All-American Game (1988)